# Сумбаташвили, Иосиф Георгиевич
Иосиф Георгиевич Сумбаташви́ли (груз. იოსებ გიორგის ძე სუმბათაშვილი, 1915 — 2012) — советский, грузинский и российский театральный художник. Народный художник СССР (1982).

## Биография
Родился 10 (23) октября 1915 в Тифлисе (ныне — Тбилиси, Грузия).
Учился в строительном техникуме. В 1941 году окончил факультет живописи Тбилисской академии художеств.
В 1942—1947 годах — главный художник Грузинский театр оперы и балета имени З. П. Палиашвили, в 1948—1959 — Тбилисского театра имени К. А. Марджанишвили; работал над спектаклями «Давид Агмашенебели» Л. П. Готуа, «Медея» Еврипида, «Бесприданница» А. Н. Островского.
Одновременно работал в кино, ему принадлежат эскизы декораций для фильмов «Кето и Котэ» В. В. Таблиашвили, «Цискара» С. Чиладзе, «Лурджа Магданы» Т. Е. Абуладзе, Р. Д. Чхеидзе и других.
В 1958 году переехал в Москву, работал над спектаклем по пьесе А. Н. Арбузова «Иркутская история» в Театре имени Е. Б. Вахтангова
В 1962—1972 годах — главный художник Центрального театра Советской армии, где работал над художественным оформлением постановок Л. Е. Хейфеца: «Смерть Иоанна Грозного» А. К. Толстого, «Дядя Ваня» А. П. Чехова, «Павел I» Д. С. Мережковского, «Маскарад» М. Ю. Лермонтова, «Яков Богомолов» М. Горького. Оформление «Смерти Иоанна Грозного» получило золотую медаль международной выставки сценографии «Пражская квадриеннале». С середины 1990-х годов — вновь в театре Российской армии.
В 1972—1988 годах — главный художник Театра имени Е. Б. Вахтангова.
Среди других известных сценографических работ в Москве — «Сталевары» Г. Бокарева (МХАТ), «Женщина за зелёной дверью» Р. Ибрагимбекова, «Антоний и Клеопатра» Шекспира, «Мистерия-буфф» В. В. Маяковского (Театр имени Е. Б. Вахтангова), опера «Пётр I» А. П. Петрова и балет «Пушкин» А. П. Петрова (Академический театр оперы и балета имени С. М. Кирова), «Леший» А. П. Чехова, «Преступная мать, или Второй Тартюф» П. Бомарше, «Пир победителей» А. И. Солженицына (Малый театр) и многие другие.
Член КПСС с 1956 года.

Могила Сумбаташвили на Троекуровском кладбище Москвы.

Умер 11 февраля 2012 года в Москве. Похоронен на Троекуровском кладбище.

## Награды и звания
- Заслуженный деятель искусств Грузинской ССР
- Народный художник РСФСР (1968)
- Народный художник СССР (1982)
- Сталинская премия второй степени (1952) — за оформление спектакля «Его звезда» И. О. Мосашвили на сцене ГрАДТ имени К. А. Марджанишвили
- Государственная премия СССР (1974) — за оформление спектакля «Сталевары» Г. К. Бокарева на сцене МХАТ имени М. Горького
- Орден Октябрьской Революции (1985)
- Орден Трудового Красного Знамени (1958)
- Орден Дружбы народов (1975)
- Орден Почёта (2006) — за заслуги в области культуры и искусства, многолетнюю плодотворную работу[2].
- Национальная театральная премии «Золотая маска» (1999) в номинации «За честь и достоинство».
- Золотая медаль выставки «Пражского Квадринале» — за оформление спектакля «Смерть Иоанна Грозного» А. К. Толстого